# アリジャ・ガー
アリジャ・ガー（Aliza Gur、1940年4月1日 - ）は、イスラエルの女優。『007 ロシアより愛をこめて』でのマルティーヌ・ベズウィックとのキャットファイトシーンで知られる。1960年、イスラエルを代表してミス・ユニバース1960に出場。名前のカタカナ表記は週刊サンケイの報道に従う。

## 経歴
ユダヤ系ドイツ人の両親はヒトラー政権下のドイツからイギリス委任統治領パレスチナに脱出。
1940年4月1日、ラマト・ガンに生まれる。出生名Aliza Gurgross。
1956年、『十戒』にエキストラ出演。
1960年、ハイファ大学在学中にMiss Haifaに選ばれる。在学中、学費の足しにするため自らデザインしたドレスを製作する。 
1960年、ミス・イスラエル優勝。ミス・ユニバース1960に出場。Top15に残る。その後、モデルとして活動。
20代でアメリカに移り、カリフォルニアに定住。そこで映画とテレビのキャリアを開始。
両親はオハイオ州クリーブランドに定住し、70年代半ばに死去。
『007 ロシアより愛をこめて』の中でマルティーヌ・ベズウィックと演じたキャットファイトは
と評され、60年代フィルムのキャットファイトで最も偉大なものの一つとされる。
その他、イスラエル国債の購入を募集するアメリカの団体を支援する。

## フィルモグラフィ
（特に断らない限り出典:）

### テレビ
- 1960年10月10日
  - Adventures in Paradise (TV series) Season 2 Episode 2, as Tiare
- 1963年4月20日
  - Ghost Squad　(TV series) Season 2 Episode 17, as Maria
- 1963年8月31日
  - Taxi! (TV series) Season 1 Episode 9, as Tina Dobson
- 1965年10月3日
  - The Wackiest Ship in the Army (TV series) Season 1 Episode 3, as Terii
- 1965年11月10日
  - The Big Valley (TV series) Season 1 Episode 9, as Naomi
- 1965年11月17日
  - Burke's Law (TV series) Season 3 Episode 10, as Carmen
- 1965年12月12日
  - Perry Mason (TV series) Season 9 Episode 13 as Dr. Nina Revelli
- 1865年12月16日
  - O.K. Crackerby! (TV series) Season 1 Episode 14 as Carla Compagna
- 1965年12月23日
  - Daniel Boone (TV series) Season 2 Episode 14, as Tawna
- 1967年9月25日
  - The Man from U.N.C.L.E. (TV series) Season 4 Episode 3, as Francina
- 1969年2月8日
  - Get Smart (TV series) Season 4 Episode 19, as Gina[5]
- 1969年3月21日
  - The Wild Wild West (TV series) Season 4 Episode 22, as Maria[5]
- 1972年10月4日
  - Search (TV series) Season 1 Episode 4, as Deva Siri
- 1973年3月14日
  - Cannon (TV series) Season 2 Episode 23, unknown
- 1973年4月22日
  - Portrait: A Man Whose Name Was John(TV movie), Rachel Friedman

### 映画
- 十戒 (1956) - 通行人
- 栄光への脱出 (1960) - Film debut, small part
- 007 ロシアより愛をこめて (1963) - Vida
- The Beauty Jungle (1964) - Miss Peru
- Night Train to Paris (1964) - Catherine Carrel
- Agent for H.A.R.M. (1966) - Mid-Eastern Contact
- Kill a Dragon (1967) - Tisa
- ターザンの大逆襲 (1968) - Myrna
- The Hand of Night (1968) - Marissa

## 私生活
1964年10月10日、ハリウッドのCedars of Lebanon Hospital(当時)理事長Seymour Schulmanと結婚。1977年3月、離婚。
1978年5月8日、映画プロデューサーのSheldon Schragerと再婚。後に離婚(離婚時期不詳)。